# تپه گورستان بازا اوستو
تپه قبرستان بازا اوستو مربوط به دوران‌های تاریخی پس از اسلام است و در شهرستان بوئین زهر ا، بخش اّبگرم، روستای یمق واقع شده و این اثر در تاریخ ۲۵ اسفند ۱۳۸۰ با شمارهٔ ثبت ۵۵۳۵ به‌عنوان یکی از آثار ملی ایران به ثبت رسیده است.